# Schutzdach (Bauwesen)

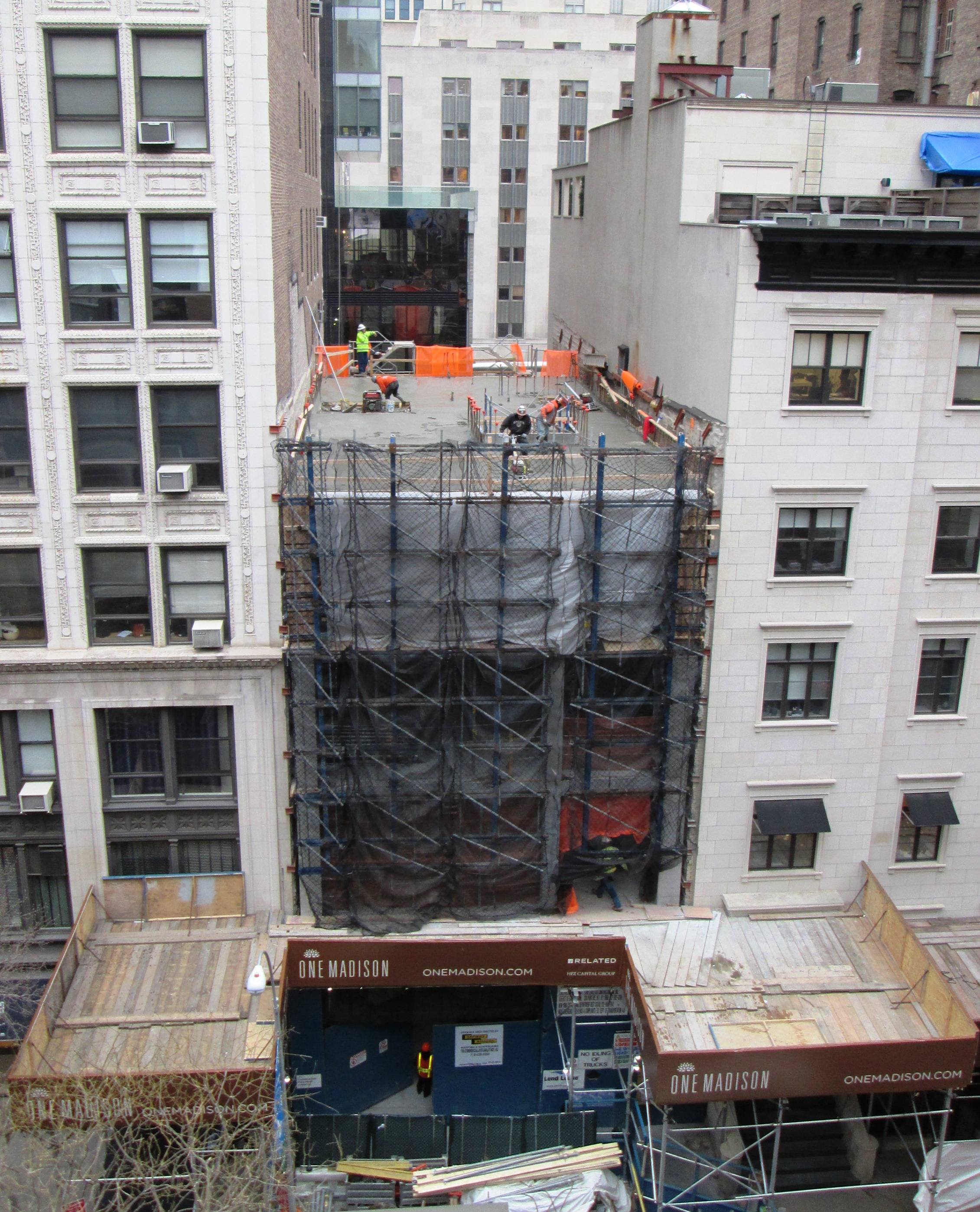
Baustelle in New York City, mit Schutzdächern für die benachbarten Hauseingänge.

Schutzdächer dienen in der Nähe von Baustellen dazu, Gehwege, Straßen und Gleise vor herabfallenden Gegenständen zu schützen. Auf Baustellen selber dienen sie dem Arbeitsschutz und müssen die Laufwege und Arbeitsplätze des Personals überspannen, wenn oberhalb dieser Bereiche zeitgleich gearbeitet wird. Die Berufsgenossenschaft der Bauwirtschaft (BG BAU) schreibt in Deutschland vor, wo und in welcher Form Schutzdächer errichtet werden müssen.

## Einsatz und Aufbau in Deutschland
Die BG BAU sieht zwei grundlegende Bereiche vor, in denen Schutzdächer aufgestellt werden müssen, sofern diese Gefahrenbereiche nicht abgesperrt werden können.
Bei Verkehrswegen Unterhalb von Gerüsten ist ein Schutzdach vorzusehen, das das Gerüst um mindestens 60 cm überragt und insgesamt mindestens 1,50 m breit ist. Bordwände von mindestens 60 cm Höhe müssen umlaufend angebracht sein. Zusätzliche Schutznetze mit einer maximalen Maschenweite von 2 cm werden direkt unterhalb der Arbeitsplätze angebracht und fangen in der Regel fallende Gegenstände bereits auf.
Bei der Errichtung von „turmartigen Bauwerken“ müssen Gefahrenbereiche, die betreten werden sollen, mit Schutzdächern versehen werden, an die im Gegensatz zu den Schutzdächern an Gerüsten erhöhte Anforderungen gestellt werden. Die Dachkonstruktion besteht aus zwei gekreuzten Lagen Bohlen mit einer Stärke von jeweils 4 cm und einer dazwischen liegenden, 10 cm dicken Dämmschicht. Dafür kommen z. B. Polystyrolschaum-Platten zum Einsatz. Durch den besonderen Aufbau können auch Gegenstände, die aus großer Höhe fallen, das Dach nicht so leicht durchschlagen.